# Concordia (ort i Honduras, Departamento de Olancho, lat 14,62, long -86,65)
Concordia är en ort i Honduras.   Den ligger i departementet Departamento de Olancho, i den centrala delen av landet, 80 km nordost om huvudstaden Tegucigalpa. Concordia ligger 712 meter över havet och antalet invånare är 1 272.
Terrängen runt Concordia är huvudsakligen kuperad, men söderut är den platt. Runt Concordia är det glesbefolkat, med 18 invånare per kvadratkilometer. Närmaste större samhälle är Campamento, 7,4 km söder om Concordia. 